# Panchico
Panchico ist ein von Berck im humoristischen Stil gezeichneter frankobelgischer Comic.
Die Fortsetzungsgeschichte mit der Figur des jungen mexikanischen Schuhputzers Panchico als Titelheld erschien erstmals 1963 in der belgischen und französischen Ausgabe von Tintin sowie in der niederländischen Version Kuifje. Yves Duval schrieb die albenlange Folge Viva Panchico zusammen mit Jacques Acar, der aber nicht als Texter aufgeführt wurde.
BD Must gab 2010 ein querformatiges Album in einer eigens dem Zeichner gewidmeten Reihe heraus.